# Johannes Phocylides Holwarda
Johannes Phocylides Holwarda, född 19 februari 1618 i Holwerd, Friesland, död 22 januari 1651 i Franeker, var en nederländsk filosof och astronom.
Holwarda var professor i logik och filosofi vid universitetet i Franeker från 1639 till 1651. Han är känd som upptäckaren av periodiciteten i ljusväxlingarna hos den variabla stjärnan Mira i stjärnbilden Valfisken (Mira Ceti). I en systematisk studie från 1638 konstaterade han att Mira försvann och återkom på stjärnhimlen med en tidscykel på ungefär 330 dygn.
Holwarda var anhängare att atomismen, den filosofiska inriktningen att lösa problem genom att bryta ned dem i någon form av minsta beståndsdelar och utifrån dessa minsta beståndsdelar förklara och lösa problemen. Hans Philosophia Naturalis, seu Physica Vetus-Nova, som publicerades postumt. Enligt Holwarda formas kroppar av atomer och frånvaron av atomer, som får sin rörelse direkt från Gud.
Alternativa namn och stavningar för Holwarda är Jan Fokkesz, Jan Fokker, Johann Holwarda, Johannes Fokkes Holwarda, Jan Fokkens Holwarda och Jan Fokkes van Haylen. Månkratern Phocylides har uppkallats efter Holwarda.